# ツアー・オブ・カタール
ツアー・オブ・カタール（Tour of Qatar）は、カタールを舞台にして1月下旬～2月上旬にかけて行われる自転車プロロードレースのステージレース。

## 概要
2002年に創設された比較的に新しいレースで、UCIアジアツアーの2.1カテゴリーに位置づけられていたが、2012年から同2.HCカテゴリー、2017年よりUCIワールドツアーに昇格した。ただしその2017年は資金難により開催が見送られ、2018年以後も開催されていない。
ステージは全6ステージで、初日に個人orチームタイムトライアルが設定される事が多い。コースの大半は砂漠地帯を貫く平坦コースで登りらしい登りは皆無な反面、砂漠地帯を吹き抜ける強風が選手たちを苦しめる。
登りがほとんど設定されていないため、初日のチームタイムトライアルを除くステージの大半はゴール前での集団スプリントとなり、数少ないスプリンターが総合優勝を狙えるステージレースの1つでもある。このため、レースカテゴリの割に参加選手のレベルは高く、近年は各チームのトップスプリンターが集結して行われる。

## 歴代優勝者
| 年   | 優勝者                       | 国               |
| ---- | ---------------------------- | ---------------- |
| 2002 | トルステン・ヴィルヘルムス   | ドイツ           |
| 2003 | アルベルト・ロッド           | イタリア         |
| 2004 | ロバート・ハンター           | 南アフリカ共和国 |
| 2005 | ラルス・ミカエルセン         | デンマーク       |
| 2006 | トム・ボーネン               | ベルギー         |
| 2007 | ウィルフリード・クレツケンス | ベルギー         |
| 2008 | トム・ボーネン               | ベルギー         |
| 2009 | トム・ボーネン               | ベルギー         |
| 2010 | ワウテル・モル               | オランダ         |
| 2011 | マーク・レンショー           | オーストラリア   |
| 2012 | トム・ボーネン               | ベルギー         |
| 2013 | マーク・カヴェンディッシュ   | イギリス         |
| 2014 | ニキ・テルプストラ           | オランダ         |
| 2015 | ニキ・テルプストラ           | オランダ         |
| 2016 | マーク・カヴェンディッシュ   | イギリス         |